# Ricinoides westermannii
Ricinoides westermannii är en spindeldjursart som beskrevs av Ewing 1929. Ricinoides westermannii ingår i släktet Ricinoides och familjen Ricinoididae. Inga underarter finns listade i Catalogue of Life.